# Menu (restaurant)

Soms staan menu's afgebeeld op borden langs de straat. Zoals hier bij een Aziatisch restaurant.

Het menu in een restaurant is de geschreven presentatie van gerechten (de zogenaamde gangen) of maaltijden die uit verschillende gerechten zijn samengesteld.
Het menu staat dikwijls op een menukaart, ook wel spijskaart of spijslijst genoemd. Naast een menukaart wordt ook wel een dranken- of wijnkaart gepresenteerd.

## Geschiedenis
Oorspronkelijk was een menukaart een opsomming van de producten die men in een restaurant kon bestellen. Enige logica zat er niet in. Tegenwoordig is de menukaart een belangrijke indruk van wat men uit de keuken kan verwachten. Het is als het ware het visitekaartje geworden.
Een menukaart kan op allerlei manieren worden opgemaakt. Geschreven of gedrukt. Alleen tekst of met plaatjes van de gerechten. Op papier of een andere creatieve uiting.

## Typen menu's

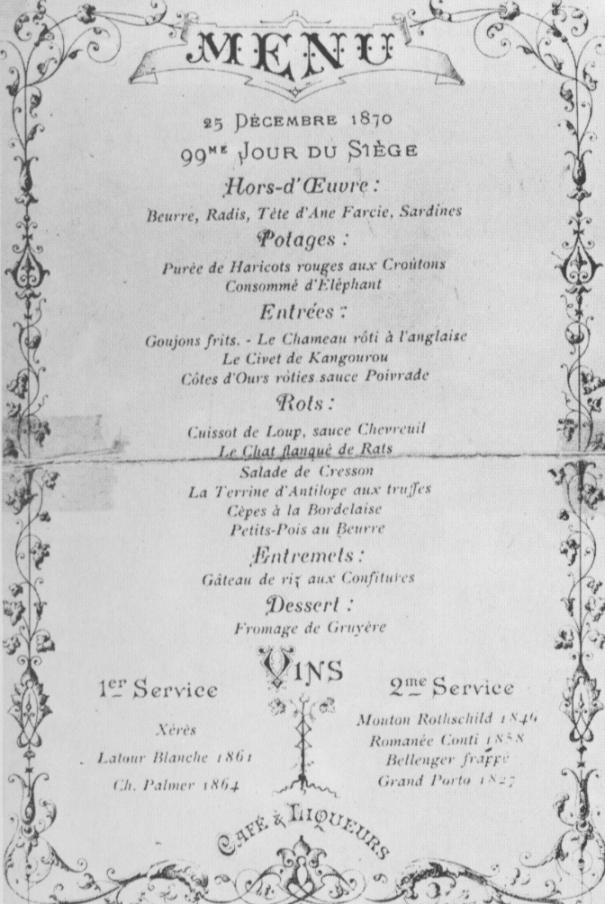
Een klassieke Franse menukaart ten tijde van het Beleg van Parijs (1870-1871), toen er door voedselgebrek ook vlees van olifanten, kamelen, kangoeroes, antilopen en ratten op de kaart stond.

Er kunnen verschillende typen menu's aangeboden worden.
- Vast menu - De gast kan geen keuze over het inhoudelijke van het menu maken. Bijvoorbeeld een reeds samengesteld "dagmenu" of eten voor een goed doel.
- Keuzemenu - De gast kan een keuze maken uit verschillende vaste menu's.
- À la carte - De gast stelt met behulp van een menukaart zijn eigen menu samen.

In de menuleer kan men ook onderscheiden,
- Menu dégustation - Groot menu met veel kleine gerechten
- Menu surprise - Verrassingsmenu
- Menu du marché - Samengesteld met dagproducten
- Themamenu - Bijvoorbeeld aspergemenu
- Menu gastronomique - Een volledig menu inclusief dranken

Het meest eenvoudige menu bestaat uit drie gangen en geserveerd in de volgorde: voorgerecht, hoofdgerecht, nagerecht.
Een menu in een chic restaurant ziet er anders uit dan bij een wegrestaurant, maar het principe blijft gelijk.

## Menuleer
Menuleer is de studie naar de opbouw en samenstelling van het geheel aan gerechten tot één maaltijd.
De menuleer kent elf standaardregels
1. Zorg voor de juiste volgorde
2. Zorg voor evenwicht
3. Zorg voor afwisseling in bereidingstechnieken
4. Zorg voor afwisseling van de ingrediënten
5. Zorg voor afwisseling in kleur en smaak
6. Houd rekening met jaargetijde
7. Gebruik verse producten
8. Let op gelegenheid
9. Let op type gasten
10. Houd rekening met de prijs
11. Houd rekening met de mogelijkheden van het bedrijf

Het menu moet op een dusdanige manier opgesteld zijn, dat de smaak gedurende het menu steeds krachtiger wordt. 
De hoeveelheid per gang wordt eerst opgebouwd, met het hoogtepunt tijdens het hoofdgerecht, waarna het weer afgebouwd wordt. 
Themamenu's kunnen een uitzondering zijn op de 11 regels. Bij een menu met een primeur als asperges wordt in alle gangen hetzelfde ingrediënt gebruikt.

## Dranken
Naast een menukaart kan er ook een dranken- of wijnkaart gepresenteerd worden. In een restaurant is een sommelier gespecialiseerd in het adviseren van de wijn-spijs combinaties.

## Voorbereiding

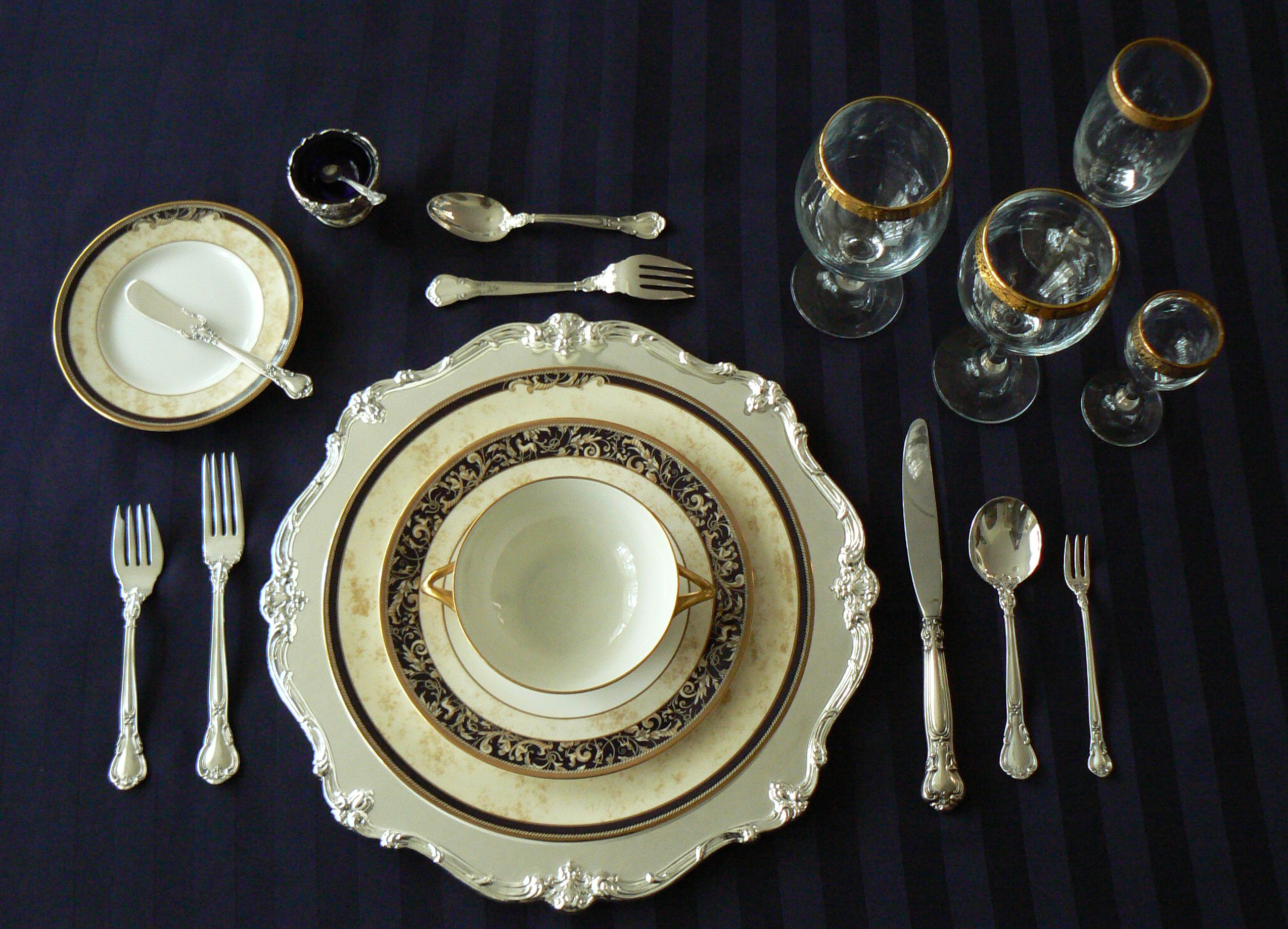
Een klassiek gedekte tafel

Bij het opdekken van een tafel wordt er vaak al rekening gehouden met verschillende gangen. Het bestek voor de te verwachten gangen wordt dan al ingedekt. De bedoeling is dan dat het buitenste bestek gebruikt wordt voor de eerste gang. Bij het uithalen van het couvert wordt dan het gebruikte bestek meegenomen. Dan kan het bestek wat nu aan de buitenkant ligt worden gebruikt voor de volgende gang. Meestal ligt het bestek van het nagerecht boven het bord.

## Menu per dagdeel
Een menu kan op verschillende momenten worden geserveerd. De regel is als volgt:
- Tussen 07:00-10:00 uur: Ontbijt
- Tussen 10:30-14:00 uur: Brunch
- Tussen 12:00-14:30 uur: Lunch
- Tussen 15:00-18:00 uur: Déjeuner Dînatoire of Afternoon tea
- Tussen 18:00-22:30 uur: Diner
- Na 22.00 uur: Souper